# Юкагирське плоскогір'я
Юкагирське плоскогір'я (рос. Юкагирское плоскогорье) — гірський район у Республіці Саха та Магаданській області, Росія.
Плоскогір'я найменовано на честь народу юкагирів.

## Географія
Юкагирське нагір'я — гірський регіон, розташований на сході Республіки Саха та північному заході Магаданської області. Має у своєму складі хребет Чубукулах і Сіверський — гірські хребти середньої висоти, а також плато Юкагирська столова гора.
Середня висота поверхні плато становить 300—700 м. Найвища точка — 1117 м на хребті Чубукулах.
Нагір'я обмежене Колимською низовиною на заході, на сході та південному сході — Колимськими горами.. На нижчих схилах зустрічаються зарості карликової сосни сибірської, на більших висотах — рідкісні ліси модрини. Вершини гір покриті тундрою.

## Гідрографія
Юкагирське плоскогір'я відокремлює басейни річок Колима та Омолон, обидва течуть приблизно на північ. Річка Березівка та Коркодон мають свої витоки на плоскогір'ї